# اوبرین مارتل
شاهزاده اوبرین مارتل (انگلیسی: Oberyn Martell) معروف به افعی سرخ یک شخصیت داستانی در سری رمان‌های فانتزی ترانه یخ و آتش نوشته نویسنده آمریکایی جرج آر. آر. مارتین و مجموعهٔ تلویزیونی بازی تاج‌وتخت است.
وی که نخستین بار در سال ۲۰۰۰ در کتاب طوفان شمشیرها معرفی شد برادر کوچک‌تر دوران مارتل و ولیعهد دورن است. او پدر هشت دختر حرامزاده است که با نام مارهای شنزار شناخته می‌شوند، چهار دختر کوچک او از آخرین معشوقه‌اش یعنی الریا سند هستند.
نقش اوبرین مارتل در مجموعهٔ تلویزیونی بازی تاج‌وتخت را هنرپیشهٔ شیلیایی-آمریکایی، پدرو پاسکال بر عهده داشت.

## شخصیت و ظاهر
اوبرین ابروهای باریک، چشمانی به سیاهی چشمان افعی و بینی نوک تیز دارد. موهایش براق و رخشنده و به رنگ مشکی، همراه با رگه‌های نقره ایست و او آن‌ها را به عقب می‌دهد.
اوبرین مردی قوی، جذاب و دارای هوش سرشار و زبانی تیز و کنایه زن است.
او مدتی در سیتادل درس می‌خواند، و توانست حلقه‌های استادی زیادی به‌دست آورد، اما در نهایت حوصله اش از این کار سر رفت و آنجا را ترک کرد. اوبرین تمام جهان را گشته است و حتی یک دسته مزدور تحت فرمان خود تأسیس کرد. او رابطه بسیار نزدیکی با خواهر خود، الیا، داشت و آن‌ها در کودکی از یکدیگر جدا نمی‌شدند.
بعضی شایعه‌ها می‌گویند که او به هر دو جنس (مذکر و مؤنث) علاقه دارد. ملازم او (و بنابه شایعه‌ها، یکی از معشوقه‌های او) دیمون سند است.
مرکب اوبرین، نریانی مشکی با دمی به رنگ آتش است. او ردایی ابریشمی به رنگ قرمز و یک پیراهن با صفحات زرهی از جنس مس درخشان می‌پوشد. کلاه خود او مزین به خورشیدی مسی است و او سپری گرد به سبک دورنیش دارد که با نشان خاندان مارتل زینت داده شده.
پرنس اوبرین یک جنگجوی استثنایی است، سرعت و مهارتش در استفاده از هم نیزه و همچنین شمشیر معروف است.
در نبرد، او همراه با سپر گرد و صیقل داده شده خود، یک نیزه با هشت فوت درازا و سر نیزه‌ای از جنس فولاد حمل می‌کند. او همیشه برای جنگ، ساق پوش، ساعد پوش و گلو پوش سبک می‌پوشد، به همراه چرم انعطاف‌پذیر و ابریشم سلیس که او را قادر می‌سازد تحرک زیادی در جنگ انجام دهد.

## پیشینه

### دوران جوانی
اوبرین در سند استون پرورش یافت. وقتی نوجوان بود، با مادرش که حاکم دورن بود و خواهرش، شاهدخت الیا مارتل، به سفر رفتند و با چند خواستگار برای خواهرش آشنا شدند. قلعه‌هایی که از آن‌ها بازدید کردند شامل استارفال، آربور، اولد تاون، جزایر سپر و کرکهال بودند. اوبرین در تمام این مدت مشغول به دست انداختن خواستگارهای الیا بود.
آخرین قلعه‌ای که از آن بازدید کردند، کسترلی‌راک بود، که مدت کمی پس از مرگ جوانا لنیستر (در حین زایمان)، به آنجا رسیدند. بنابه گفته اوبرین، مادرش و لیدی جوانا قرار ازدواج اوبرین با سرسی یا الیا با جیمی یا هر دو را گذاشته بودند. با این حال، تایوین این موضوع را نپذیرفت به او گفت که دخترم با پرنس ریگار ازدواج خواهد کرد. او پیشنهاد ازدواج پسر تازه به دنیا آمده خود، تیریون، را با الیا مارتل داد که از طرف پرنسس دورن یک بی‌احترامی تلقی شد.
در سن شانزده سالگی، اوبرین را در تخت معشوقه لرد ادگار یورن وود یافتند، به این خاطر، ادگار او را به وسیلهٔ دوئل به مبارزه می‌طلبد. آن دوئل نخستین مبارزهٔ اوبرین بود، هر دوی آن‌ها به شدت در طی مبارزه مجروح شدند؛ ولی زخم لرد ادگار چرک کرد و باعث مرگ او شد. از آن پس اوبرین در میان دوست و دشمن با نام «افعی سرخ» شهرت یافت، بنابه شایعه‌هایی اوبرین قبل از نبرد سلاح خود را به زهر آغشته کرده‌بود.
بعد از آن، اوبرین به اولدتاون و سپس به لیس رفت که به نوعی تبعید محسوب می‌شد که بخاطر صلح میان خاندان مارتل و یورن وود بود. (گرچه هیچ‌کس جرئت ندارد از آن به عنوان تبعید یاد کند) و پرنس کونتتین مارتل به عنوان یک نگهبان به یورن وود فرستاده شد.
اوبرین به تمام شهرهای آزاد سفر کرد، مکان‌هایی که در آن‌ها بیشتر در مورد سم‌ها و همچنین هنرهای شرورانه تر یادگرفت. او در سیتادل درس خوانده‌بود و تا حدی استعداد داشت که تا قبل از خسته شدن و سر رفتن حوصله‌اش، شش حلقه استادی برای خود ساخته بود. او در سرزمین‌های آنسوی دریای باریک، به عنوان سرباز در درگیری‌ها شرکت داشت، و قبل از اینکه گروه مزدور خود را تأسیس کند، مدتی با پسران دوم همراه بود.
گفته می‌شود او تختش را هم با زنان و هم با مردان شریک می‌شود و هشت دختر حرامزاده دارد. با این حال، اوبرین هیچ وقت نمی‌گذاشت دخترهایش در فقر و محرومیت بزرگ شوند، او مسئولیت آن‌ها را به عهده می‌گرفت و به‌طور فعال و مداوم برای رشد کودکانش در شرایط مناسب تلاش می‌کرد؛ کاری که کمتر لردی در وستروس حاضر به انجام آن است. او شخصاً به دختران خود چگونه جنگیدن را یاد داده است و به آن‌ها آزادی می‌دهد تا خود برای آینده‌شان تصمیم بگیرند.
در تونومنت استورمز اند، او توسط پرنس ریگار و باریستان سلمی از اسب انداخته شد. او همچنین در تورنومنت هارنهال حضور داشت، جایی که با لیدی آشارا دین رقصید.

## اتفاقات اخیر

### طوفان شمشیرها
پرنس اوبرین برای حضور در شورای کوچک به جای برادر خود، به بارانداز پادشاه آمد تا عدالت را در حق قاتل خواهر خود اجرا کند که با موافقت دست پادشاه، تیریون، همراه شد. هرچند، خیلی زود معلوم شد که دست جدید پادشاه، تایوین لنیستر، قرار نیست به این قول عمل کند.
تایوین نقشه کشیده بود تا به اوبرین دروغ بگوید که سر آمری لورچ تازه کشته شده، به هر سه قتل اعتراف کرده (با اینکه لورچ فقط بخاطر قتل رینیس، گناهکار بود).
اوبرین در عروسی سلطنتی، به جافری یک سنجاق سینه با نقش عقرب هدیه کرد. وقتی تیریون بخاطر قتل جافری محاکمه می‌شد، اوبرین یکی از سه قاضی بود. یک روز قبل از اینکه محاکمه برگزار شود، اوبرین قبول کرد که قهرمان تیریون در محاکمه با مبارزه باشد به شرط اینکه تیریون قاتل الیا را به او معرفی کند. تیریون شرط اوبرین را قبول کرد. او هرگونه همکاری پدرش در اینکار را انکار کرد اما گفت که آموری لورچ فقط رینیس را کشته و سر گرگور قاتل اگان و الیا است. اوبرین قبل از این می‌دانست که حریف او در مبارزه گرگور خواهد بود.
با وجود برتری اندامی سر گرگور، اوبرین از سرعت زیاد خود استفاده کرد و چندین بار گرگور را زخمی‌کرد و توانست با پیدا کردن شکاف‌های در سپر گرگور، او را فلج کند و وقتی که کوه از دنبال کردن او خسته شد، زردپی پایش را برید. وقتی اوبرین در شرف تمام کردن کار بود، کلگین نقش زمین شده اوبرین را گرفت و اول با مشت زره دار خود به صورت او کوبید، پس از شکاندن دندان‌ها و له کردن چشم‌هایش، سرش را متلاشی ساخت. با این حال، قبل از مرگ اوبرین، گرگور با نعره‌ای به کشتن الیا و اگان اعتراف کرد تا همه بشنوند.

### ضیافتی برای کلاغ‌ها
اوبرین انتقام خود را پس از مرگ گرفت با زهری مخصوص که باعث شد گرگور خیلی آهسته و با درد و غذابی زیاد بمیرد.
دختران اوبرین، مارهای شنزار، به دنبال انتقام مرگ پدرشان هستند؛ پرنس دوران به آریو هوتاه دستور می‌دهد تا آن‌ها را برای برقرار ماندن صلح دستگیر کند.

### رقصی با اژدهایان
تاین سند ذکر می‌کند می‌داند پدرش چه سمی را در برابر کوه (سر گرگور) به کار برده است و ادعا می‌کند که اگر نیزه‌اش با بدن او تماس داشته، کوه هم‌اکنون یک مرد مرده است.